# 瓜爾切洛峰
瓜爾切洛峰（英語：Guarcello Peak），是南極洲的山峰，位於埃爾斯沃思地，處於道倫斯山東南面6公里，屬於赫里蒂奇嶺中企業山的一部分，海拔高度2,050米，美國地質調查局根據測量和美國海軍拍攝的空中照片繪入地圖，現時由南極條約體系管理。